# Phoradendron tomentosum

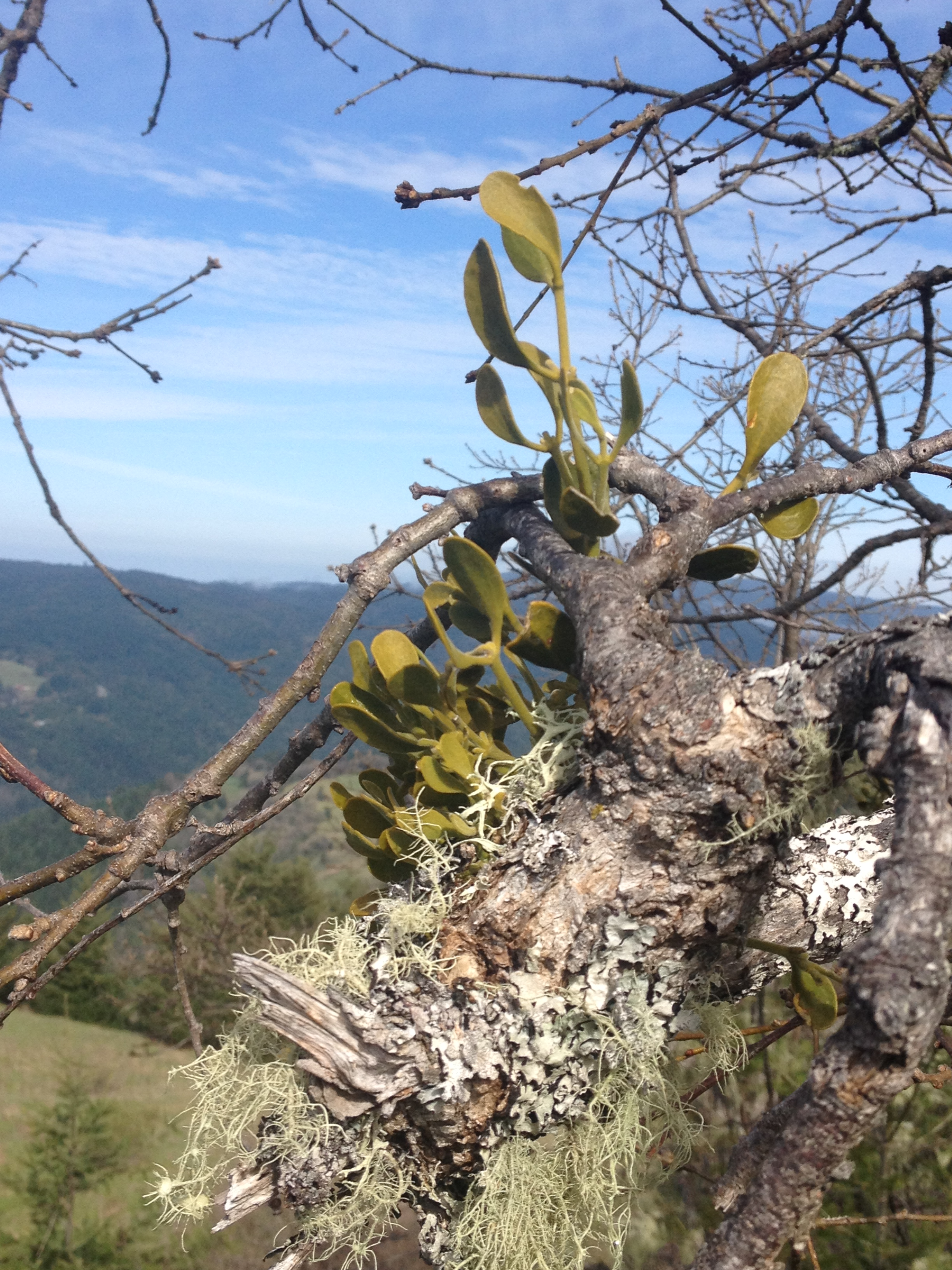
Phoradendron tomentosum

Phoradendron tomentosum, el muérdago frondoso, muérdago peludo mistletoe o muérdago de Navidad, es una planta parásita. Está caracterizada por sus hojas más grandes y bayas más pequeñas que el muérdago frondoso. Este raramente mata al huésped, pero le roba la tierra y algunos minerales, causando estrés durante la sequía reduciendo la producción de frutos y semillas. El muérdago frondoso tiene la capacidad de realizar la fotosíntesis por sí mismo pero confía en otras plantas para obtener sus nutrientes. Se adhiere a un árbol y entonces crece, captando los nutrientes y el agua que necesita.

## Anfitrión y síntomas
Los síntomas pueden incluir sequedad del árbol, hinchamiento, formación de escobas de bruja y debilidad de ramas.
El muérdago frondoso se puede presentar en varios centenares de especies anfitrionas. Estos incluyen árboles de madera dura.
Las señales son raíces verdes frondosas, y bayas.

## Ciclo de enfermedad
Los pájaros son el vector de enfermedad primario  en la dispersión de la planta parásito. Los pájaros consumen las semillas de la fruta de P. tomentosum, también llamadas drupas, y excretan o regurgitan las semillas desde las ramas en que se apoyan los pájaros. Los pájaros más importantes para una dispersión eficaz incluyen al Bombycilla cedrorum, euphonias, Ptilogonatidae, Sialia, Turdidae, Turdus, y solulos. Las semillas germinan dentro del árbol a los pocos años, finalmente produciendo un haustorio, una estructura de raíz, que penetra la planta anfitriona y extrae de ella agua y minerales. El phoradendron es una planta parásita, lo que significa que puede producir su propia clorofila, pero confía en la planta anfitriona para obtener elementos esenciales para su crecimiento y supervivencia. Raíces, flores, y frutas también surgen de la semilla que ha germinado produciendo frutas pocos años después de la infección.

## Entorno
El muérdago frondoso parasita una amplia gama de árboles comunes en entornos naturales en los Estados Unidos y las Américas, donde las temperaturas de invierno sean relativamente suaves. Como muchas  plantas, el phoradendron puede morir en caso de temperaturas extremadamente bajas.

## Administración
El phoradendron tomentosum puede afectar seriamente a los árboles que crecen en entornos urbanos o bosques. A pesar de que el muérdago es fotosintético,  es una semiplanta perennifolia parásita que infecta plantas anfitrionas para obtener soporte, agua, y elementos esenciales. Están considerados un estorbo  en entornos urbanos debido a su aspecto en árboles caducifolios durante el invierno. Cuándo la colonización es extensa en árboles individuales, el muérdago puede afectar seriamente a la salud del árbol causándole una pérdida de vigor y la muerte.
El phoradendron tomentosum infecta principalmente a especies de tronco ancho como hayas, robles y olmos. También puede infectar a cerezos, nogales y otras especies de árboles. También se ha observado que hay una especie de múerdago de hoja ancha que presenta especialización con algún huésped, nuevos lugares y nuevas especies anfitrionas. La mejora de los métodos de control para el muérdago en los bosques urbanos es importante a raíz de las interacciones particulares de las distintas especies de árboles diferentes en entornos diversos.
Las operaciones incluyen la regeneración con un árbol no anfitrión, reducir árboles para mejorar vigor y tolerancia a la infestación, y saneamiento retirando árboles o ramas infectadas o sacando brotes aéreos. La poda de ramas infectadas es a menudo suficiente; cuando la retirada de árboles infectados no puede ser llevada a cabo, se puede optar por retirar sólo los brotes aéreos. El muérdago puede ser retirado,cortando los nuevos brotes que surgen en la superficie de las ramas. A pesar de que el muérdago puede rebrotar deprisa, la retirada anual de muérdago es beneficiosa porque  reduce la producción de semillas y evita la transferencia entre árboles. Retirar los brotes no elimina el riesgo de infección del muérdago pero reduce su reproducción y daño. Los brotes reaparecerán después de algunos años. La cobertura de las ramas infectadas con alquitrán o brea no ha demostrado ser eficaz. Este trabajo de tratamiento busca impedir la fotosíntesis del haustorio mediante coberturas opacas. Quizás la manera mejor para evitar la dispersión de nuevas semillas de muérdago por parte de los pájaros es mediante la poda de ramas o la retirada de nuevos brotes (ya que es donde aparecen los frutos que atraen a los pájaros). Dado el daño moderado y el lento incremento de la presencia de muérdagos, estos métodos son normalmente suficientes.
Después de que las semillas germinen,  producen un haustorio o estructuras estilo raíz que penetra dentro del anfitrión y empieza a extraer agua y minerales. La parte endofítica supone un problema de control ya que los tratamientos pueden matar la parte exterior ectofítica de la planta así como la zona endofítica sin afectar al anfitrión.